# Poecilimon turcicus
Poecilimon turcicus är en insektsart som beskrevs av Karabag 1950. Poecilimon turcicus ingår i släktet Poecilimon och familjen vårtbitare. Inga underarter finns listade i Catalogue of Life.